# Viszlát nyár
A Viszlát nyár (az angol változat címe: Summer Gone) az AWS dala, A Dal 2018 győztese, Magyarország versenydala a 2018-as Eurovíziós Dalfesztiválon. A dal hivatalosan 2017. október 21-től tölthető le, előtte két nappal töltötte fel a hivatalos YouTube-csatornájára az együttes, két hónappal azelőtt, hogy bejelentették, hogy ez a mű részt vesz a 2018-as Eurovíziós Dalfesztivál magyarországi előválogatóján, A Dalban. A dal zenéjét Kökényes Dániel, Brucker Bence, Veress Áron és Schiszler Soma, míg a szövegét Siklósi Örs szerezte. A Viszlát nyár 2018. január 26-án megjelent A Dal 2018 – A legjobb 30 válogatáslemezen is.

## A Dalban
A produkciót először a január 27-i második válogatóban adták elő, fellépési sorrendben tizedikként Heincz Gábor Biga Good Vibez című dala után. A válogatóban 45 ponttal holtversenyben az első helyen végeztek, így továbbjutottak az elődöntőbe. A második elődöntőben február 17-én fellépési sorrendben másodikként Horváth Cintia és Balogh Tomi Journey (Break Your Chains) című dala után, és Odett Aranyhal című dala előtt léptek színpadra. Az elődöntőben 46 ponttal az első helyen végeztek, így továbbjutottak a verseny döntőjébe. A dalt utoljára a február 24-i döntőben adták elő fellépési sorrendben hetedikként Dánielfy Gergely Azt mondtad című dala után, és Király Viktor Budapest Girl című dala előtt. Az AWS dala a zsűritől 8 pontot kapott, így negyedikként került be a négyes szuperfináléba. A közönségszavazás lezárása után kiderült, hogy a legtöbb SMS szavazatot a Viszlát nyár című dal kapta, így az AWS nyerte a 2018-as válogatót és ők képviselhetik Magyarországot a 63. Eurovíziós Dalfesztiválon, Lisszabonban.

## A2018-as Eurovíziós Dalfesztiválon
A dalt az Eurovíziós Dalfesztiválon először a május 10-i második elődöntőben adták elő magyar nyelven, fellépési sorrendben tizenharmadikként a Máltát képviselő Christabelle Taboo című dala után és a Lettországot képviselő Laura Rizzotto Funny Girl című dala előtt. Az elődöntőből a tizedik helyen jutottak tovább a május 12-i döntőbe, ahol fellépési sorrendben huszonegyedikként léptek fel a Svédországot képviselő Benjamin Ingrosso Dance You Off című dala után és az Izraelt képviselő Netta Toy című dala előtt. A pontozás során a zsűri szavazáson összesítésben a huszonkettedik helyen végeztek 28 ponttal, míg a nézői szavazáson a tizenötödik helyen végeztek 65 ponttal (Szerbiától maximális pontot kaptak), így összesítésben 93 ponttal a verseny huszonegyedik helyezettjei lettek.
A dalhoz készült angol nyelvű verzió is Summer Gone címmel, melynek a szövegét Bubnó Lőrinc, a magyar eurovíziós delegáció vezetője írta.
A következő és egyben utolsó magyar induló Pápai Joci volt Az én apám című dallal a 2019-es Eurovíziós Dalfesztiválon.

### A produkció közreműködői
- Siklósi Örs – ének
- Brucker Bence – gitár
- Kökényes Dániel – gitár
- Veress Áron – dob
- Schiszler Soma – basszusgitár
- Schwartz Dávid – vokalista